# Jagodnjak
Jagodnjak (serbe : Јагодњак) est un village et une municipalité située dans le comitat d'Osijek-Baranja, en Croatie. Au recensement de 2001, la municipalité comptait 2 537 habitants, dont 64,72 % de Serbes et 26,65 % de Croates ; le village seul comptait 1 469 habitants.

## Localités
La municipalité de Jagodnjak compte 4 localités :
- Bolman
- Jagodnjak
- Majške Međe
- Novi Bolman